# Mario Enrique Burkún
Mario Enrique Burkún (* 1948) ist ein argentinischer Wirtschaftswissenschaftler und Diplomat.

## Leben
Mario Enrique Burkún studierte 1974 an der Universidad Nacional de San Luis Wirtschaftswissenschaften. Er wurde an der Universität Pierre Mendès-France Grenoble II zum Doktor der Wirtschaftswissenschaften promoviert.
Mario Enrique Burkún war Direktor der Escuela de Posgrado der Universidad Nacional de La Matanza. Er lehrte an der Universidad de Buenos Aires. Er hielt Professuren und Lehraufträge für Wirtschaftstheorie, Kameralistik und internationale Beziehungen. Er ist Präsident der Fundación de Relaciones Internacionales (FUNREI Stiftung für Internationale Beziehungen). Von 1990 bis 1992 war er Botschafter in Warschau. Er war Staatssekretär im Amt für Wissenschaft und Technologie. Er leitete eine Aufsichtsbehörde in Buenos Aires.

## Veröffentlichung
- La búsqueda de un paradigma.  Grados de libertad de la política económica, Argentina 2000 – 2005, Marzo 2005.